# Ryan Nelsen
Ryan William Nelsen (Christchurch, 18 oktober 1977) is een Nieuw-Zeelands voormalig betaald voetballer die doorgaans centraal in de verdediging speelde. Hij debuteerde in 1999 voor het Nieuw-Zeelands voetbalelftal, waarin hij uitgroeide tot aanvoerder. Uiteindelijk kwam hij tot 49 interlands.

## Clubcarrière
Nelsens carrière in het betaald voetbal begon in 2001 bij het Amerikaanse DC United. Daarmee won hij in 2004 de Major League Soccer. Hij maakte met zijn spel dusdanig veel indruk dat Blackburn Rovers hem in het seizoen 2004/05 naar de Premier League haalde. Nelsen werd er een vaste kracht in de verdediging. Hij tekende in 2007 voor vijf seizoenen bij en werd dat jaar tot aanvoerder van de Rovers benoemd. In 2011 maakte hij de overstap naar Tottenham Hotspur, maar speelde er slechts een handjevol wedstrijden. Na de afloop van het seizoen tekende hij eenjarig contract bij Queens Park Rangers.

## Interlandcarrière
Nelsen was vanaf 1999 Nieuw-Zeelands international. Met het nationale team nam hij deel aan onder meer de Olympische Zomerspelen 2008 en aan het WK 2010, waar hij aanvoerder was en alle drie de wedstrijden van Nieuw-Zeeland helemaal speelde. In 2006 en 2010 werd hij uitgeroepen tot Oceanisch voetballer van het jaar.

## Trainerscarrière
Op 8 januari 2013 werd bekendgemaakt dat Nelsen hoofdcoach zou gaan worden bij Toronto FC in de Major League Soccer. Hij bleef nog enkele weken bij QPR onder contract staan totdat hij definitief op 29 januari zijn schoenen aan de wilgen hing en voltijds aan de slag ging als trainer van Toronto.

## Clubstatistieken
| Seizoen  | Club                | Competitie          | Duels | Goals |
| -------- | ------------------- | ------------------- | ----- | ----- |
| 2001     | DC United           | Major League Soccer | 19    | 0     |
| 2002     | DC United           | Major League Soccer | 20    | 4     |
| 2003     | DC United           | Major League Soccer | 25    | 1     |
| 2004     | DC United           | Major League Soccer | 17    | 2     |
| 2004-'05 | Blackburn Rovers    | Premier League      | 15    | 0     |
| 2005-'06 | Blackburn Rovers    | Premier League      | 31    | 0     |
| 2006-'07 | Blackburn Rovers    | Premier League      | 12    | 0     |
| 2007-'08 | Blackburn Rovers    | Premier League      | 22    | 0     |
| 2008-'09 | Blackburn Rovers    | Premier League      | 35    | 1     |
| 2009-'10 | Blackburn Rovers    | Premier League      | 28    | 4     |
| 2010-'11 | Blackburn Rovers    | Premier League      | 29    | 3     |
| 2011-'12 | Tottenham Hotspur   | Premier League      | 5     | 0     |
| 2012-'13 | Queens Park Rangers | Premier League      | 21    | 1     |